# Ложе, Дезире Франсуа
Дезире́ Франсуа́ Ложе́ (фр. Désiré François Laugée; 25 января 1823, Маром, Приморская Сена — 24 января 1896, Париж) — французский живописец-натуралист и поэт.

## Жизнь и творчество

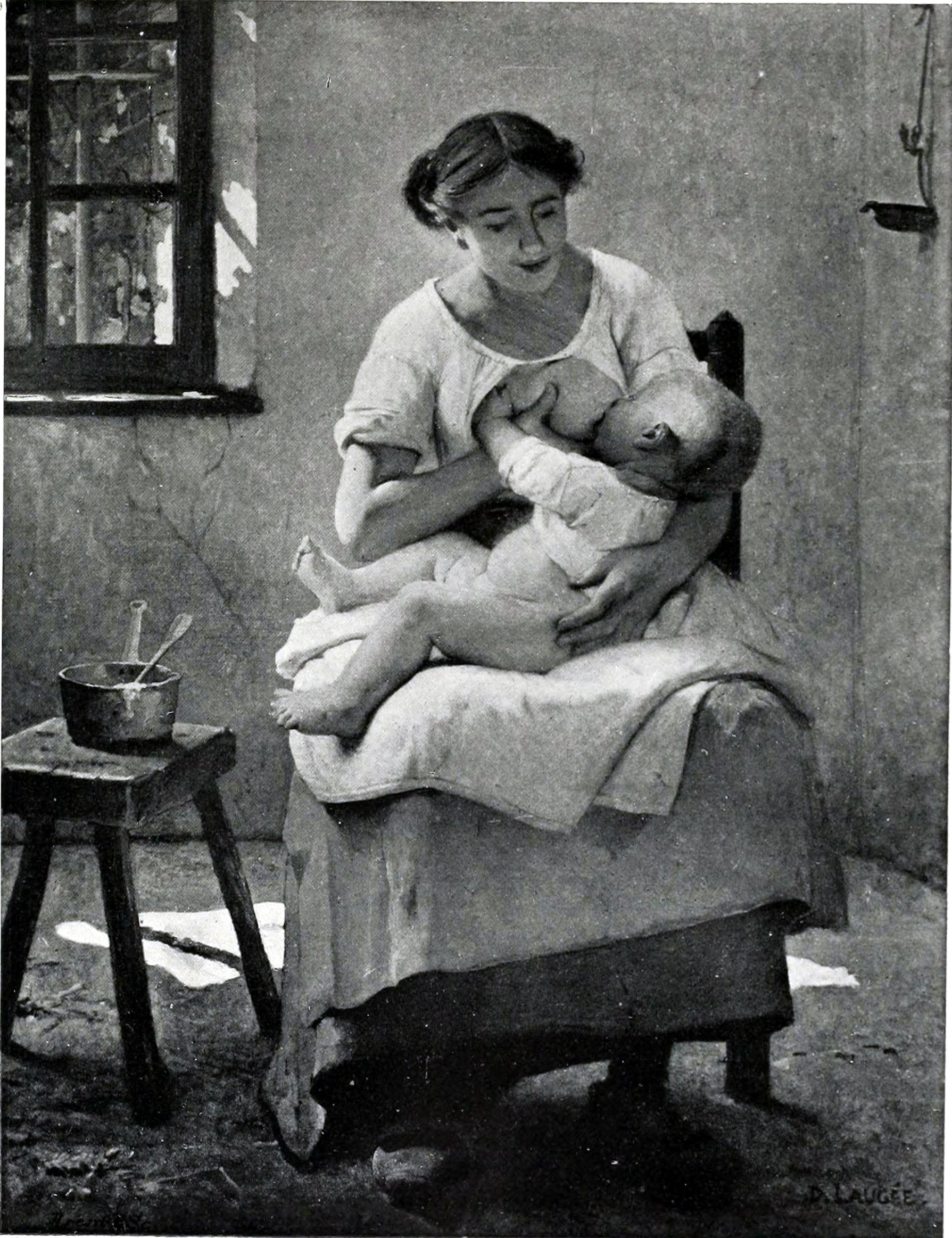
Молодая мать, 1888

Дезире-Франсуа Ложе окончил художественную школу в Сен-Кантене и Академию изящных искусств. Был учеником Франсуа Эдуара Пико и вначале занимался изображением сцен деревенского быта, а потом стал писать, кроме того, картины религиозного и историческо-бытового содержания. Совершал поездки по Англии и Бельгии. В 1850 году женился. В 1865 году он получил Орден Почётного легиона. Был известен своей дружбой с Александром Дюма-отцом и Виктором Гюго. В 1880 году избирался мэром Норуа.
Соблюдение естественности действующих лиц, их положений, движений и всей обстановки составляет главное достоинство его произведений, из которых лучшими могут считаться: «Смерть Зурбарана» (1850), «Живописец Лесюёр у картезианских монахов» (1855), «Святая Елизавета Французская, омывающая нищим ноги» (1865), «Ангел-кадилоносец» (1876), «Свеча Мадонне, сцена XIII ст.» (1877, находится в Люксанбургской галерее в Париже) и фрески в церквях святых Петра и Павла в Сен-Кентене («Христос между этими апостолами»), святой Клотильды в Париже («Крещение Кловиса» и «Св. Клотильда оказывает помощь беднякам») и пресвятой Троицы там же («Мучение святого Дионисия»).
В студии Ложе обучался Жюльен Дюпре, впоследствии женившийся на его дочери.
Скончался в 1896 году, похоронен на кладбище Пасси в Париже.